# Football Club de Saint-Louis Neuweg
O Football Club de Saint-Louis Neuweg é um clube de futebol com sede em Saint-Louis (Alto Reno), França. A equipe compete no Championnat de France Amateur.

## História
O clube foi fundado em 1990.